# Steven Weinberg
Steven Weinberg (Nueva York, 3 de mayo de 1933-Austin, 23 de julio de 2021) fue un físico estadounidense. Ganó en 1979 el Premio Nobel de Física junto con Abdus Salam y Sheldon Lee Glashow por combinar el electromagnetismo y la fuerza nuclear débil en el modelo electrodébil.

## Biografía
Weinberg se graduó del prestigioso instituto público The Bronx High School of Science en 1950 y recibió su licenciatura por la Universidad Cornell en 1954. Se doctoró en física por la Universidad de Princeton en 1957, estudiando bajo la dirección de Sam Treiman. En 2007 trabajó como profesor de física y astronomía para la Universidad de Texas en Austin, donde gozaba del privilegio de ser el profesor mejor pagado. En 2002, Weinberg recibió un doctorado honorario del Bates College.
En su obra Los tres primeros minutos del universo formula, entre otras cosas, una importante objeción a la teoría del Big Bounce. Según Weinberg, de ser cierta esta teoría, ahora tendría que haber una cantidad de luz infinita y, por tanto, no existiría la «oscuridad de la noche».
Weinberg es un enconado defensor del materialismo científico duro, alineado junto a personajes como Richard Dawkins en su ataque frontal al relativismo cultural y el constructivismo. Como consecuencia, se ha convertido en un célebre activista por el racionalismo y contra la religión. Quizás su cita más famosa fue la siguiente, pronunciada en 1999 durante un discurso en Washington D. C.:

La religión es un insulto a la dignidad humana. Con o sin religión siempre habrá buena gente haciendo cosas buenas y mala gente haciendo cosas malas. Pero para que la buena gente haga cosas malas hace falta la religión.

## Obra
- El sueño de la teoría final: la búsqueda de las leyes fundamentales de la naturaleza, Crítica, 2003, ISBN 8484324575
- Plantar cara: la ciencia y sus adversarios culturales, Paidós Ibérica, 2002, ISBN 8449313457
- Los tres primeros minutos del universo, Alianza Editorial, 1999, ISBN 978-84-9104-350-8
- Partículas subatómicas, Prensa Científica, 1985, ISBN 978-84-7593-015-2